# Bombylisoma
Bombylisoma is een vliegengeslacht uit de familie van de wolzwevers (Bombyliidae). De wetenschappelijke naam van het geslacht werd voor het eerst geldig gepubliceerd in 1856 door Camillo Róndani.

## Soorten
Het genus bevat de volgende soorten:

- Bombylisoma albifacies (Macquart, 1855)
- Bombylisoma album Greathead, 2000
- Bombylisoma algirum (Macquart, 1840)
- Bombylisoma argyropygum (Wiedemann, 1821)
- Bombylisoma breviusculum (Loew, 1855)
- Bombylisoma cinereitinctum (Hesse, 1938)
- Bombylisoma coracinum (Loew, 1863)
- Bombylisoma croaticum (Kertész, 1901)
- Bombylisoma farinosum (Bezzi, 1924)
- Bombylisoma flavibarbum (Loew, 1855)
- Bombylisoma flavipes (Hesse, 1938)
- Bombylisoma frontale (Loew, 1863)
- Bombylisoma gemmeum (Bezzi, 1924)
- Bombylisoma ghorpadei Kapoor & Agarwal in Kapoor, Agarwal & Grewel, 1979
- Bombylisoma horni (Hesse, 1938)
- Bombylisoma imitator (Loew, 1855)
- Bombylisoma iris (Szilády, 1942)
- Bombylisoma kaokoense (Hesse, 1938)
- Bombylisoma lepidum (Loew, 1860)
- Bombylisoma loewi (Hesse, 1938)
- Bombylisoma melanocephalum (Fabricius, 1794)
- Bombylisoma microlepidum (Bowden, 1973)
- Bombylisoma minimum (Scopoli, 1771)
- Bombylisoma nigellum (Greathead, 1970)
- Bombylisoma nigriceps (Loew, 1862)
- Bombylisoma noctum Greathead, 1980
- Bombylisoma notatum (Engel, 1933)
- Bombylisoma nucale (Bezzi, 1924)
- Bombylisoma resplendens (Brunetti, 1909)
- Bombylisoma rhodesianum (Hesse, 1938)
- Bombylisoma senegalense (Macquart, 1840)
- Bombylisoma simba Bowden, 1973
- Bombylisoma simulator (Loew, 1855)
- Bombylisoma sinaiticum (Efflatoun, 1945)
- Bombylisoma tripunctatum (Macquart, 1840)
- Bombylisoma turkmenicum (Paramonov, 1926)
- Bombylisoma twiga Greathead, 1996
- Bombylisoma unicolor (Loew, 1855)